# Richard Foy
Richard Foy, född 1905, död 4 april, 1947, Dallas, Texas, amerikansk skådespelare, son till Eddie Foy.

## Filmografi
- 1915 - A Favorite Fool

## Fotnoter
1. ↑  Find a Grave, Find A Grave-ID: 7385332, läs online, läst: 9 oktober 2017.[källa från Wikidata]
2. ↑  Internet Movie Database, läst: 25 juni 2019.[källa från Wikidata]
3. ↑  Internet Movie Database, IMDb-ID: nm0289415co0047972, läst: 23 november 2019.[källa från Wikidata]